# Новоярычевская поселковая община
Новоярычевская поселковая общи́на (укр. Новояричівська селищна громада) — территориальная община во Львовском районе Львовской области Украины.
Административный центр — посёлок Новый Ярычев.
Население составляет 18 556 человек. Площадь — 222,1 км².

## Населённые пункты
В состав общины входит 2 посёлка (Новый Ярычев и Запытов) и 16 сёл:
- Банюнин
- Борщовичи
- Великие Подлески
- Великосёлки
- Дедилов
- Кукезов
- Малые Нагорцы
- Неслухов
- Новая Лодына
- Пикуловичи
- Руданцы
- Соколов
- Старый Ярычев
- Убыни
- Хренов
- Цеперов